# Nový Jičín

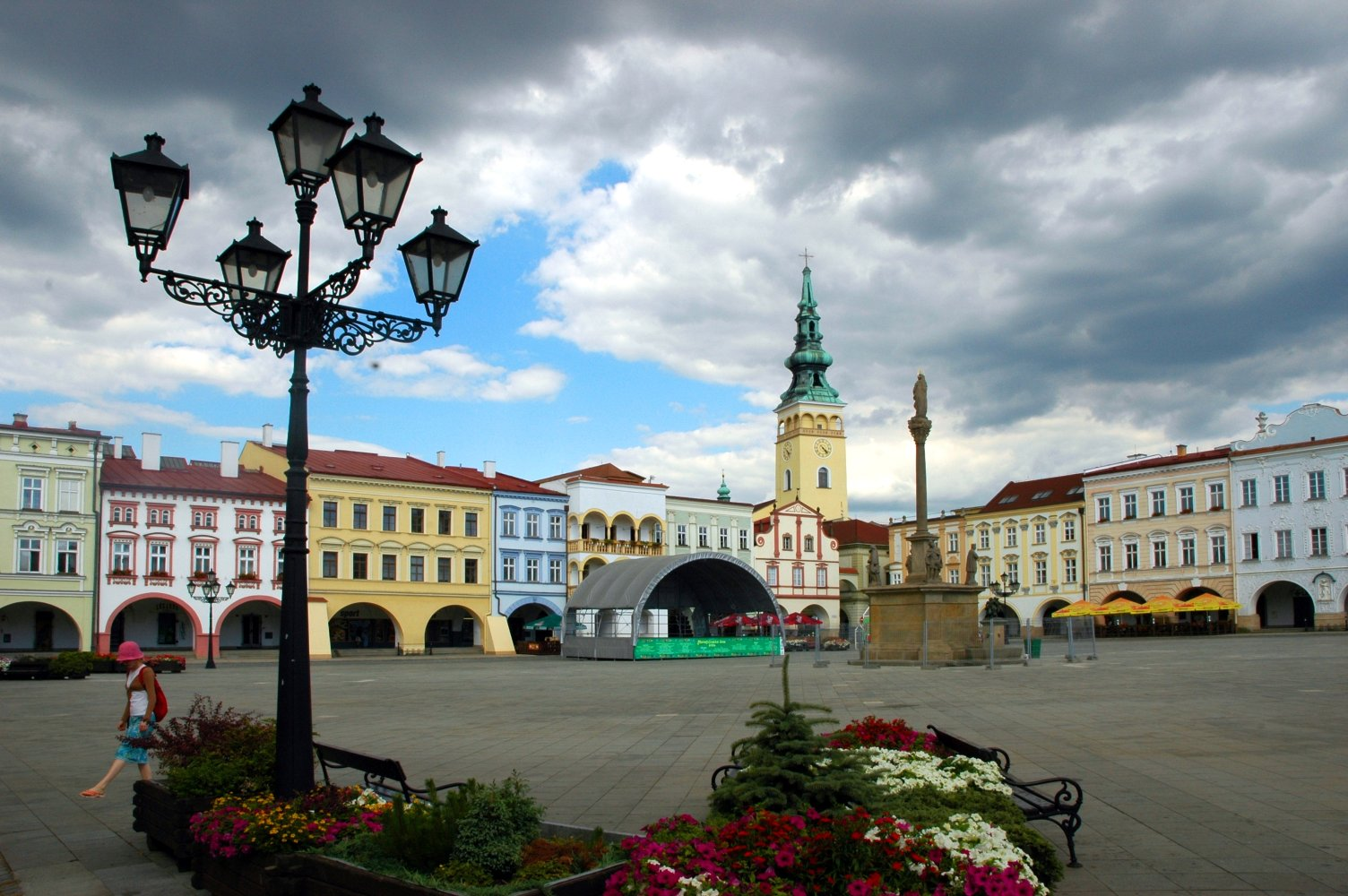
Masarykovo náměsti mit Blick gegen Osten.

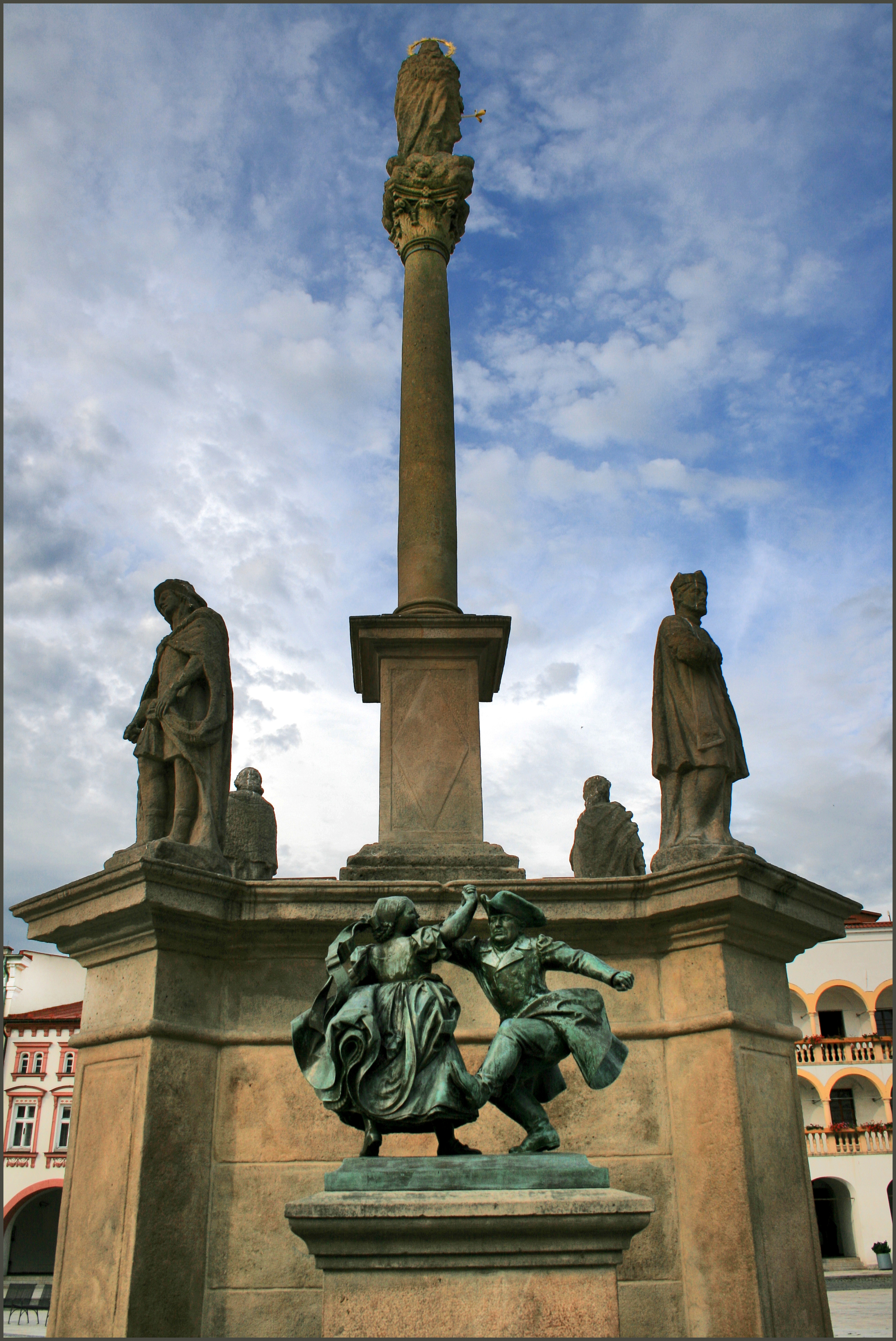
Mariensäule und Brunnen Tanzende Kuhländler von Franz Barwig

Nový Jičín (deutsch Neu Titschein oder Neutitschein) ist eine Stadt in der Mährisch-Schlesischen Region in Tschechien. Das historische Stadtzentrum wurde 1967 zum städtischen Denkmalreservat erklärt.

## Geographische Lage
Die Stadt liegt zwischen der Jičínka und der Grasmanka in Mähren im Kuhländchen, 32 km südwestlich von Ostrava (Ostrau).

## Stadtgliederung
Die Stadt Nový Jičín besteht aus den Ortsteilen Bludovice (Blauendorf), Kojetín (Kojetein), Loučka (Ehrenberg), Nový Jičín (Neu Titschein), Straník (Stranik) und Žilina (Söhle). Grundsiedlungseinheiten sind Bludovice, Bocheta, Černá strana, Dlouhá, Dvořákova, Hoblíkova, Hrabí, Hřbitovní, Kojetín, Křivopotoční, Loučka, Nový Jičín-střed, Plavá strana, Puntík, Sídliště Loučka, Skalka, Smetanovy sady, Straník, U bazénu, U mostu, U nemocnice, Za císařskou, Žilina-jih und Žilina-sever.
Das Stadtgebiet gliedert sich in die Katastralbezirke Bludovice u Nového Jičína, Kojetín u Starého Jičína, Loučka u Nového Jičína, Nový Jičín-Dolní Předměstí (Untere Vorstadt), Nový Jičín-Horní Předměstí (Obere Vorstadt), Nový Jičín-město, Straník und Žilina u Nového Jičína.

## Geschichte

Panorama der Stadt um 1850, im Hintergrund Burg Starý Jičín (Alttitschein)

Hutfabrik J. Hückel’s Söhne (1898)

Die Gründung der Stadt fällt wahrscheinlich in das 13. Jahrhundert. Bereits 1313 erhielt Neu Titschein das Stadtrecht, das auch mit dem Recht zur Erhebung von Zöllen verbunden war. 1558 kaufte sich die bis dahin untertänige Stadt von den adligen Besitzern, den Grafen von Zierotin, frei und wurde königliche Kammerstadt, 1620 sogar kurzzeitig Königsstadt. Im 16. Jahrhundert verbreitete sich das utraquistische und brüderische, später das lutherische Bekenntnis in der Stadt. 1621 wurde die Stadt durch Johann Georg Herzog von Jägerndorf zerstört. Neu Titschein wurde 1624 dem Olmützer Jesuitenkolleg übertragen und verlor seine Selbstständigkeit.
Inmitten des Kuhländchens und an der alten Handelsroute und späteren österreichischen Reichsstraße (Wien – Brünn – Olmütz – Friedek nach Teschen – Bielitz – Krakau) gelegen, war die Stadt berühmt für ihre Viehmärkte, die Tucherzeugung (Firma Preisenhammer, gegründet 1786) und die Herstellung von Hüten (Firma Hückel, gegründet 1799; Firma August Peschel, gegründet 1869 und Firma Böhm). Neu Titschein war der Geburtsort der Maler Hugo Baar, Julius Berger, Anton Kolig, Eduard Veith sowie des Filmemachers Harun Farocki und des Naturforschers Dominik Bilimek. Am Stadtplatz 29 verstarb am 14. Juli 1790 der österreichische Feldherr Ernst Gideon von Laudon. Die Jüdische Gemeinde mit ca. 270 Mitgliedern errichtete 1908 eine Synagoge (heute Bezirksarchiv).
Nach dem Ende des Ersten Weltkrieges kam es zum Zerfall der Doppelmonarchie, aus der neue Staaten hervorgingen, so die Tschechoslowakei (1. ČSR) am 28. Oktober 1918 und die Republik Deutschösterreich am 12. November 1918, dem Tag nach der Verzichtserklärung von Kaiser Karl I. und der Enthebung seiner letzten Regierung.
Bis zum Inkrafttreten des Vertrages von Saint-Germain am 16. Juli 1920 beanspruchte Österreich die überwiegend von Deutschen besiedelten Gebiete der ČSR. Diese wurden jedoch schon kurz nach der Staatsgründung vom tschechoslowakischen Militär besetzt, der Hauptort des Kuhländchens, Neu Titschein, am 20./21. November 1918.
1930 wurden 13.997 Einwohner gezählt, davon waren 4236 Tschechen. Nach dem Münchner Abkommen wurde der Ort dem Deutschen Reich zugeschlagen und gehörte bis 1945 zum Landkreis Neu Titschein, Regierungsbezirk Troppau, im Reichsgau Sudetenland. Am 17. Mai 1939 hatte Neu Titschein 13.486 Einwohner. Die nach 1938 verbliebene jüdische Bevölkerung wurde deportiert. Bis 1945 bildeten Sudetendeutsche, früher Deutschmährer genannt, die stärkste Bevölkerungsgruppe, gleichzeitig war das Gebiet um Neu Titschein wegen der gemischten Bevölkerung auch eines der Zentren des Widerstands gegen die Nationalsozialisten.
Die Rote Armee erreichte am 6. Mai 1945 Neu Titschein, das von Kriegszerstörungen verschont blieb. Aufgrund der Beneš-Dekrete wurde die deutsche Bevölkerung 1945 enteignet und vertrieben. Am 17. Mai 1947 waren 11.406 Bewohner festgestellt worden.
Seit 1967 steht das Zentrum der Bezirksstadt des Okres Nový Jičín mit ihren zahlreichen Architekturdenkmälern unter Denkmalschutz.
Der Ortsteil Libhošť bildete am 1. Januar 2011 wieder eine eigenständige Gemeinde.

## Bevölkerung
Bevölkerungsentwicklung  bis 1945
| Jahr | Einwohner | Anmerkungen                                                                     |
| ---- | --------- | ------------------------------------------------------------------------------- |
| 1851 | 07.443    | in 795 Häusern, Muttersprache der Einwohner ist deutsch                         |
| 1857 | 07.907    | [ 10 ]                                                                          |
| 1900 | 12.003    | meist deutsche Einwohner                                                        |
| 1930 | 13.997    | davon 4236 Tschechen                                                            |
| 1939 | 12.925    | davon 1152 Evangelische, 11.402 Katholiken, 45 sonstige Christen und acht Juden |

Bevölkerungsentwicklung nach Ende des Zweiten Weltkriegs
(Stand: 31.12. des jeweiligen Jahres)
| Jahr | Einwohner |
| ---- | --------- |
| 1947 | 11.435    |
| 1950 | 14.789    |
| 1960 | 17.472    |
| 1970 | 19.650    |
| 1980 | 31.974    |

| Jahr | Einwohner |
| ---- | --------- |
| 1990 | 33.635    |
| 2000 | 26.844    |
| 2010 | 25.726    |
| 2020 | 23.151    |
| 2022 | 23.015    |

Der Anstieg der Einwohnerzahl zwischen 1970 und 1980 ist auf Eingemeindungen zurückzuführen.

## Städtepartnerschaften
Seit 1981 ist Nový Jičín die Partnerstadt von Görlitz. 2003 wurde die Partnerschaft Görlitz/Nový Jičín durch das deutsch-tschechische Informationszentrum IDOR mit einer Ehrenurkunde ausgezeichnet. Weitere Partnerstädte sind:
- Novellara – Italien, seit 1964
- Görlitz – Deutschland, seit 1981
- Ludwigsburg – Deutschland, seit 2012. Ludwigsburg ist zudem seit 1962 Patenstadt der  deutschen  Heimatvertriebenen aus dem Kuhländchen
- Świętochłowice – Polen, seit 1994
- Kremnica – Slowakei, seit 1999
- Épinal – Frankreich, seit 2000

## Wirtschaft
Die größten Arbeitgeber Nový Jičins sind die von Johann Hückel gegründete Hutfabrik J. Hückel’s Söhne, heute unter den Namen Tonak, und die  Autozulieferer Varroc lighting und Hanon, früher zusammen als Visteon bekannt, wo Scheinwerfer und Teile für Klimaanlagen gefertigt werden; allerdings befindet sich der Großteil des Produktionsgeländes dieses Autozulieferers im benachbarten Šenov u Nového Jičína.

## Sport
Die wichtigste Sportart in der Stadt ist Basketball. Mlékárna Miltra Nový Jičín wurde in der Saison 1998/1999 tschechischer Meister, damals noch unter dem Namen Mlékárna Kunín. In den Playoffs konnte der Verein mehrfach den zweiten und dritten Platz belegen, fünfmal wurde man Sieger im Pokalwettbewerb.
Bei den Bewohnern der Stadt ist auch das Eishockey der Herren beliebt. Die TJ Nový Jičín nimmt regelmäßig an der Play-off-Runde der zweiten Liga teil.

## Persönlichkeiten

### Söhne und Töchter der Stadt
- Anton Bilimek (1793–1839), österreichischer Zisterzienser, 36. Abt von Stift Neukloster in Wiener Neustadt
- Wilhelm Beinhauer (1795–nach 1860), österreichischer Jurist und Politiker
- Peter von Rittinger (1811–1872), österreichischer Montanist
- Dominik Bilimek (1813–1884), Priester, Zoologe und Botaniker
- Carl Freiherr von Schwarz (1817–1898), österreichischer Bauunternehmer der Gründerzeit
- Carl van der Straß (1817–1880), deutscher Politiker, Mitglied der Frankfurter Nationalversammlung
- Ignaz Johann Berger (1822–1901), österreichischer Maler
- Heinrich Schwach (1829–1902), österreichischer Maler, Restaurator und Kunsterzieher
- Eduard von Orel (1841–1892), österreichischer Seeoffizier und Polarfahrer
- Wilhelm Haas (1842–1918), österreichischer Bibliothekar
- Julius Victor Berger (1850–1902), österreichischer Maler
- Eduard Veith (1858–1925), historistisch-symbolistischer Maler und Grafiker
- Wilhelm von Kesslitz (1862–1944), österreichisch-ungarischer Marineoffizier, Geophysiker und Hydrologe
- Max Herz (1865–1956), österreichisch-US-amerikanischer Internist und wissenschaftlicher Autor
- Hieronymus Schlossnikel (1868–1942), österreichisch-tschechoslowakischer Gewerkschafter und Politiker
- Adalbert Pasdirek-Coreno (1869–nach 1931), österreichischer Architekt und Kunsthandwerker
- Franz Kamprath (1871–1952), Weihbischof der Erzdiözese Wien
- Hugo Baar (1873–1912), Maler
- Moritz Czeitschner (1880–1972), österreichischer Angestellter und Politiker
- Fritz Hückel (1885–1973), österreichischer Hutfabrikant, Automobilproduzent und Amateur-Rennfahrer
- Anton Kolig (1886–1950), österreichischer spätexpressionistischer Maler
- Alfred Neubauer (1891–1980), Automobilrennfahrer und Rennleiter
- Emil Winkler (1891–1942), österreichischer Romanist
- Fred Liewehr (1909–1993), Wiener Kammerschauspieler
- Walter Ullrich (1911–1981), Jurist und Versicherungsmanager
- Jan Brod (1912–1985), Nephrologe und Initiator des Manifests der 2000 Worte
- Max Mannheimer (1920–2016), Überlebender des Holocaust und jüdischer Buchautor
- Gerhard Neiber (1929–2008), Politiker in der DDR, hoher MfS-Funktionär
- Curt Pomp (1933–2023), Bildhauer und Restaurator
- Brun Appel (1934–2021), deutscher römisch-katholischer Kirchenhistoriker und Archivar
- Adolf Laube (* 1934), Historiker
- Ulrich Steinvorth (* 1941), Philosoph und Hochschullehrer
- Hans-Jürgen Tögel (* 1941), Fernsehregisseur und Drehbuchautor
- Jörg Döpper (* 1942), Politiker (CDU), Landtagsabgeordneter
- Harun Farocki (1944–2014), Filmemacher und Autor
- Rainer Nabielek (1944–2021), deutscher Medizinhistoriker, Sexualwissenschaftler und Orientalist
- Stanislav Moša (* 1956), Regisseur, Librettist und Theaterleiter
- Libor Pivko (* 1980), Eishockeyspieler
- Kateřina Konečná (* 1981), Politikerin
- Rostislav Klesla (* 1982), Eishockeyspieler
- Lenka Masná (* 1985), Mittelstreckenläuferin
- David Květoň (* 1988), Eishockeyspieler
- Jan Jermář (* 2000), Tennisspieler
- Karolína Maňasová (* 2003), Sprinterin
- Hynek Bartoň (* 2004), Tennisspielerin

### Im Ort wirkten und lebten
- Caspar Ferdinand Döpper (18. Jahrhundert), Tuchscherer und Tuchfabrikant
- Ernst Gideon von Laudon (1717–1790), österreichischer Feldherr
- Eduard Hölzel (1817–1885), Buchhändler und Verleger
- Karl Drössler (1840–1916), Unternehmer
- Karel Kryl (1944–1994), Liedermacher und Dichter, wuchs hier auf
- Marie Bayerová (1922–1997), tschechische Übersetzerin deutschsprachiger Werke und Philosophin
- Michal Altrichter SJ (* 1965), tschechischer Religionswissenschaftler